# Dona Antônia
Antônia da Santa Cruz (Santaluz, 13 de junho de 1905 — Conceição do Coité, 23 de janeiro de 2022) foi uma supercentenária brasileira com a idade de 116 anos e 224 dias, que após o falecimento de Francisca Celsa dos Santos em 5 de outubro de 2021, foi a pessoa mais velha do Brasil e a 3ª pessoa mais velha do mundo até sua morte em 23 de janeiro de 2022 Ela foi validada pelo Gerontology Research Group em fevereiro de 2021.

## Biografia
Antônia da Santa Cruz nasceu em uma fazenda em Santaluz, no estado de Bahia, no dia 13 de junho de 1905, a filha do Francisco Pereira de Santana e Anna Maria de Jesus. Ela nasceu no dia da festa de Santo Antônio.
Em 18 de fevereiro de 2021, aos 115 anos, recebeu a primeira dose da vacina COVID-19. Ela foi a pessoa mais velha (conhecida) a receber a vacina até que Kane Tanaka, a pessoa validada mais velha no mundo, a recebeu em setembro de 2021.
Após a morte de Francisca Celsa dos Santos em 5 de outubro de 2021, tornou-se a pessoa viva validada mais velha do Brasil, bem como a terceira pessoa viva validada mais velha do mundo. 

## Morte
Faleceu em 23 de janeiro de 2022 de causas naturais em sua residência. Dona Antônia estava acamada há cerca de um mês, mas não apresentava sinais de doenças.